# Ferdinand Ebner
Ferdinand Ebner (ur. 31 stycznia 1882 w Wiener Neustadt, zm. 17 października 1931 w Gablitz) – austriacki filozof, jeden z autorów, którzy przyczynili się do rozwoju personalizmu.

## Życiorys
Wychowany w katolickiej rodzinie z Wiednia. Zawodowo pracował jako nauczyciel w podwiedeńskim miasteczku, co pozwoliło mu znaleźć czas na twórczość filozoficzną.

## Twórczość
Najważniejsze dzieła w niewielkiej twórczości Ebnera to "Słowo i Rzeczywistości Duchowe" (1921) oraz "Słowo i Miłość" (1931). Twórczość Ebnera sama w sobie nie miała dużego rozgłosu, ale silnie wpłynęła na twórczość Martina Bubera a także wprowadziła słownictwo wykorzystane później przez filozofów dialogu i personalistów, takie jak "relacja" czy "ja i ty".